# La Casa de la Madre
La Casa de La Madre é uma produtora independente de filmes, sediada em São Paulo, Brasil. Foi fundada em 2012 pelos cineastas e publicitários André Castilho e Jorge Brivilati. Atua em segmentos como cinema, publicidade e branded content.

## História
Fundada em maio de 2012 pela dupla formada pelo roteirista André Castilho e o diretor Jorge Brivilati, a produtora foi uma das pioneiras do Brasil a se especializar em criar storytelling para marcas, importando o modelo de duplas criativas advindo das agências de publicidade e incorporando linguagem narrativa cinematográfica a comerciais de formatos tradicionais e obras de branded content. Destacou-se em 2014 com o filme "Peace Flag", que conquistou prata no Clio Awards. Em 2015, conquistou a atenção da mídia internacional com o filme "Meeting Murilo", criado e produzido para a marca Huggies. O filme foi premiado com três leões e 5 shortlists em Cannes, além de ouro no Clio. Em 2017, a produtora foi contemplada com o Grand Clio Entertainment, até então inédito na América Latina, através da campanha "Powered by Respect", produzida em parceria com a TV Globo. No mesmo ano, o curta-metragem "Reencontro" foi o único produzido para uma marca a entrar na seleção oficial do LA Shorts International Film Festival, em Hollywood.

## Projetos Autorais
Em 2016, foi lançado o selo independente de documentários La Madre Docs. O filme de estreia, "Huni Kuin - Os Últimos Guardiões" foi bem recebido pela crítica, tendo sido selecionado para festivais internacionais e conquistando o Award of Excellence no Impact Docs Awards. 
A produtora também tem investido na produção de videoclipes para artistas em ascensão e mainstream. Em 2018, o videoclipe "Contatinho", produzido para os músicos Luan Santana e Nego do Borel, atingiu a marca de 36 milhões de visualizações.
No mesmo ano, a produtora lançou o talk show "La Madre Talks", apresentado pelo cofundador e roteirista André Castilho, com o intuito de discutir e questionar o mercado de comunicação.
Lista de documentários:
- Huni Kuin - Os Últimos Guardiões (2016)[8]
- O Homem do Tempo (2016)
- Contra a Maré (2017)[9]
- O que é a Música (2018, em produção)

Lista de videoclipes:
- Lia - Duologue (2015)[10]
- Sufoco - Silva (2016)[11]
- Contatinho - Nego do Borel ft. Luan Santana (2017)[12]
- A Rainha e o Leão - Dani Vellocet (2018)[13]
- Não me Olhe Assim - Capital Inicial (2018)[14]